# Bancarkembar
Bancarkembar is een bestuurslaag in het regentschap Banyumas van de provincie Midden-Java, Indonesië. Bancarkembar telt 11.001 inwoners (volkstelling 2010).